# Västerhus, Örnsköldsviks kommun
Västerhus, tätort i Själevads distrikt, Örnsköldsviks kommun, Västernorrlands län. Orten växte samman med tätorten Örnsköldsvik 2015.

## Befolkningsutveckling
| Befolkningsutvecklingen i Västerhus 1960–2010 | Befolkningsutvecklingen i Västerhus 1960–2010 | Befolkningsutvecklingen i Västerhus 1960–2010 | Befolkningsutvecklingen i Västerhus 1960–2010 | Befolkningsutvecklingen i Västerhus 1960–2010 |
| --------------------------------------------- | --------------------------------------------- | --------------------------------------------- | --------------------------------------------- | --------------------------------------------- |
|                                               |                                               |                                               |                                               |                                               |
| År                                            |                                               |                                               | Folkmängd                                     | Areal (ha)                                    |
| 1960                                          | 1960                                          |                                               | 353                                           |                                               |
| 1965                                          | 1965                                          |                                               | 293                                           |                                               |
| 1970                                          | 1970                                          |                                               | 268                                           |                                               |
| 1975                                          | 1975                                          |                                               | 253                                           |                                               |
| 1980                                          | 1980                                          |                                               | 242                                           |                                               |
| 1990                                          | 1990                                          |                                               | 236                                           | 95                                            |
| 1995                                          | 1995                                          |                                               | 273                                           | 101                                           |
| 2000                                          | 2000                                          |                                               | 278                                           | 101                                           |
| 2005                                          | 2005                                          |                                               | 275                                           | 101                                           |
| 2010                                          | 2010                                          |                                               | 326                                           | 101                                           |
| Anm.: sammanvuxen 2015 med Örnsköldsvik       |                                               |                                               |                                               |                                               |

## Samhället
I Västerhus finns Missionshyddan, som numera tillhör Fridhems församling i Billsta (Evangeliska Frikyrkan).